# Lopholepis ornithocephala
Lopholepis ornithocephala är en gräsart som först beskrevs av William Jackson Hooker, och fick sitt nu gällande namn av Ernst Gottlieb von Steudel. Lopholepis ornithocephala ingår i släktet Lopholepis och familjen gräs. Inga underarter finns listade i Catalogue of Life.